# Aspatharia subreniformis
Aspatharia subreniformis là một loài trai sò nước ngọt thuộc họ Mutelidae. Chúng là loài đặc hữu của Malawi, châu Phi. Môi trường sống của chúng là vùng hồ nước ngọt. Loài này hiện đang bị đe dọa vì mất môi trường sống.